# Opi, das Walross
Opi, das Walross ist ein französischer animierter Kurzfilm von Lucrèce Andreae aus dem Jahr 2017.

## Handlung
Lucas geht mit seinen beiden Schwestern, seinem kleinen Bruder Marius, seiner Mutter und der Oma zum Strand. Er erzählt, dass ein Freund ihm berichtet habe, dass Männer in Russland sich auch im Winter am Strand in die Sonne legen, um braun zu werden, und dass diese Männer „Walrösser“ genannt werden. Sein kürzlich verstorbener Opa sei demnach ein Walross gewesen, schlussfolgert Lucas, und tatsächlich findet sich Opas Umriss noch im Sand. Er wird von umgebenden Zigarettenkippen geformt.
Vor allem die Mutter ist entnervt, an den Strand zu gehen, war es doch die Idee der Oma. Diese eilt, ehe sie jemand daran hindern kann, zu einer Tasche, in der Opas Urne liegt, und verstreut die Asche über dem Zigarettenstummelumriss. Anschließend beginnt sie, den Liegeplatz ihres Mannes zu gestalten. Lucas’ Schwestern lösen sich von der Gruppe, die Mutter passt auf den kleinen Marius auf und Lucas entdeckt auf der Düne einen Mann. Er klettert die Düne hinauf und glaubt, seinen Opa vor sich zu sehen, der einen Walrosskopf hat. Plötzlich wird Opa von herabfallendem Sand verschüttet – er wehrt Lucas ab, der ihn retten will. Auch am Strand geschehen merkwürdige Dinge, so verliert Marius seinen Teddy an das Meer, aus dem die Mutter den Jungen schließlich rettet, und die Schwestern bekommen es mit merkwürdigen Schlingpflanzen zu tun.
Als Lucas an den Strand zurückkehrt, hat sich die Familie um Oma versammelt, die den Liegeplatz des Opas inzwischen in eine lebensgroße Walrosssandskulptur verwandelt hat. Lucas beginnt zu weinen und bald liegt sich die ganze Familie weinend im Arm. Das Meer spült die Sandskulptur kurz darauf weg. Die Familie tritt den Heimweg an.

## Produktion
Opi, das Walross wurde von Werken von Isao Takahata, Satoshi Kon und Hayao Miyazaki beeinflusst. Die Hintergründe des Films wurden traditionell als Aquarell auf Papier umgesetzt. Details wie Pflanzen, Gräser und die Charaktere entstanden digital am Computer. Die Arbeit am Film nahm vier Jahre in Anspruch.
Opi, das Walross erlebte am 27. Mai 2017 auf den Internationalen Filmfestspielen von Cannes seine Premiere und war in der Folge unter anderem auf dem Festival d’Animation Annecy und dem Festival du Court-Métrage de Clermont-Ferrand zu sehen. ARTE zeigte den Film am 15. Juni 2017 im Rahmen der Sendung Kurzschluss erstmals im deutschen Fernsehen.

## Synchronisation
| Rolle   | Synchronsprecher Originalfassung | Synchronsprecher deutsche Fassung |
| ------- | -------------------------------- | --------------------------------- |
| Lucas   | Romain Garance                   | Yannik Freund                     |
| Olivia  | Emilie Blon-Metzinger            | Runa Aléon                        |
| Jade    | Chann Aglat                      | Derya Flechtner                   |
| Mélissa | Ilona Bachelier                  | Lana Marti                        |
| Marius  | Charles Albiol                   | Ferenc Gellner                    |
| Oma     | Catherine Artigala               | Kornelia Boje                     |

## Auszeichnungen
Opi, das Walross lief in Cannes 2017 im Rennen um die Goldene Palme für den besten Kurzfilm und gewann auf dem Festival d’Animation Annecy den Publikumspreis. Der Film gewann 2018 den César in der Kategorie Bester animierter Kurzfilm. Im Jahr 2019 wurde der Film für einen Annie Award nominiert.